# Frédéric Rimbaud
Pour les articles homonymes, voir Rimbaud (homonymie).
Frédéric Rimbaud, né le 7 octobre 1814 à Dole (Jura), et mort le 17 novembre 1878 à Dijon (Côte-d'Or), est un officier du 47e régiment d'infanterie français, ayant participé à la conquête de l'Algérie, où il est aussi administrateur, écrivain, journaliste, linguiste et ethnologue, ainsi qu'à la guerre de Crimée et à la campagne d'Italie. Il est le père du poète Arthur Rimbaud.

## Vie privée

### Origines et jeunesse
Frédéric Rimbaud est né le 7 octobre 1814 à Dole (Jura), d'une famille originaire de Bourgogne et de Franche-Comté.
Son père est Didier Rimbaud, tailleur de vêtements, né le 19 avril 1786 à Dijon (Côte-d'Or), mort le 18 mai 1852 à Dole, et sa mère est Catherine Taillandier, née le 19 mai 1786 à Dole, morte le 30 décembre 1838 dans cette même ville.
Son enfance et sa jeunesse restent cependant très mal connues, et il manque encore une biographie de référence sur la vie de Frédéric Rimbaud, malgré plusieurs notices assez détaillées.

### Mariage et descendance
Peu après son arrivée à la garnison de Mézières en 1853, Frédéric Rimbaud rencontre lors d'une sortie dominicale au square de Charleville, Marie Catherine Félicité Vitalie Cuif, née le 10 mars 1825 à Roche (Ardennes). Elle est issue d'une famille de paysans ardennais aisés mais ne semble pas pourvue de grands attraits physiques, ce qui n'empêche pas Frédéric de l'épouser quelques mois plus tard, le 8 février 1853 à Charleville (Ardennes). 
Le couple s'installe au 12 rue Napoléon, aujourd'hui rue Pierre Bérégovoy.
De cette union naissent :
- Jean Nicolas Frédéric, dit « Frédéric », né le 2 novembre 1853 et décédé  en 1911[6];
- Jean Nicolas Arthur, dit « Arthur », né le 20 octobre 1854 – le futur poète Arthur Rimbaud ;
- Victorine Pauline Vitalie, née le 4 juin 1857 et décédée le mois suivant ;
- Jeanne Rosalie Vitalie, dite « Vitalie », née le 15 juin 1858 ;
- Frédérique Marie Isabelle, dite « Isabelle », née le 1er juin 1860.

La carrière militaire et l'esprit baroudeur de Frédéric Rimbaud font de lui un mari et un père absent. Ce n'est d'ailleurs que lors de ses brèves permissions qu'il conçoit ses quatre enfants puînés.
À la naissance de sa fille cadette, Isabelle, en 1860, le capitaine, écoutant son goût de l'aventure et las de l'austérité de sa femme, quitte définitivement le foyer conjugal.
Cette décision a de grandes répercussions sur ses enfants, notamment sur Arthur, qui transcrit son sentiment d'abandon dans ses poèmes, et passe sa vie, sur les traces de son père, à essayer de comprendre ce qui a bien pu l'attirer au point de le détourner de sa famille,.
Mais l'influence de Frédéric Rimbaud sur Arthur Rimbaud, encore peu étudiée, va sans doute bien au-delà. Un poème de jeunesse comme Jugurtha en est une bonne illustration, comme l'attraction permanente du poète pour l'Orient, qu'il appelle « la patrie primitive ».

### Mort
Frédéric Rimbaud meurt à l'âge de 64 ans, le 17 novembre 1878, à Dijon (Côte-d'Or), au 3 petite place Saint-Bernard (actuelle place Dupuis), où il vivait depuis 1864.

## Vie professionnelle

### Armée
Frédéric Rimbaud entre dans l'infanterie, comme simple recrue, en 1832. Il est alors âgé de 18 ans.
Doté d'une bonne instruction et d'une intelligence certaine, il est presque aussitôt promu sergent-major.
En 1841, il obtient le grade de lieutenant et est envoyé à Oran, en Algérie, où il participe à la conquête du pays, ainsi qu'à l'expédition du Maroc, en 1844, contre les troupes d'Abderrahmane ben Hicham, soutenant les Algériens dans leur lutte contre la domination française.
En 1850, Frédéric Rimbaud est rapatrié, promu capitaine en 1852, et affecté à la garnison de Mézières, dans les Ardennes.
En 1854, il reçoit, pour les postes occupés en Algérie, la distinction de Chevalier de la Légion d'honneur,.
Jusqu'en 1856, il participe épisodiquement à la guerre de Crimée, opposant le Royaume-Uni et la France à la Russie, et pour laquelle il reçoit la médaille de Crimée. De retour de Crimée, le capitaine est affecté à Grenoble. 
En 1859, il participe à la campagne d'Italie, guerre d'indépendance opposant la France et le royaume de Piémont-Sardaigne à l'empire d'Autriche, pour laquelle il reçoit la médaille de la valeur militaire sarde.
En 1864, Frédéric Rimbaud quitte l'armée pour se retirer près des racines paternelles, à Dijon, en Côte-d'Or.

### Administration coloniale
Outre ses devoirs militaires, Frédéric Rimbaud occupe plusieurs postes de confiance au Bureau politique algérien.
En 1847, il est nommé chef du Bureau arabe de Sebdou. Son travail consiste à envoyer régulièrement des rapports sur la situation politique (notamment à surveiller les mouvements d'Abd el-Kader), les nouvelles et les rumeurs circulant dans le district, mais aussi à légiférer, maintenir l'ordre et collecter les impôts du district.

## Vie intellectuelle
En parallèle de son travail en Algérie, Frédéric Rimbaud commet quelques écrits, aujourd'hui disparus, tels que Correspondance militaire, Éloquence militaire, comparant les orateurs anciens aux contemporains, ou Livre de Guerre, évoquant ses campagnes ; ainsi que des articles pour le journal L'Écho d'Oran.
Enfin, arabophile, il réalise aussi une traduction du Coran, ainsi qu'une grammaire.
Dans les années 1870-1875, tandis qu'il est en retraite, Frédéric Rimbaud publie des articles patriotiques dans Le Progrès de la Côte d'Or et dans La Côte-d'Or.
Ces textes, cette arabophilie, cette connaissance du Coran et ce rapport singulier à l'Algérie, et plus largement à l'Orient, ont eu une influence décisive sur le poète Arthur Rimbaud.